# 戀愛初歌
《戀愛初歌》是一部2006年8月17日上映的香港電影，由羅守耀導演，方力申、側田、吳雨霏領銜主演。本片為吳雨霏首次擔正主角的電影，而另外三位Cookies成員楊愛瑾、鄧麗欣和傅穎也有作特別演出。此電影大部分情節以菲林拍攝、剪接與製作（格式不詳）。

## 劇情
在一個充滿了音樂和夢想的年青人的世界裏，富家子Tony(方力申)熱愛音樂，一心想加入Silver Mosquitoes，但Silver Mosquitoes的主音Jack卻當Tony如空氣。
Tony經常光顧一家唱片店。店內有一個活潑可愛的女店員Kristy(吳雨霏)。Kristy與自暴自棄的失業漢爸爸(林雪)相依為命，她見到Tony第一眼就芳心暗許，經常偷偷在角落看他。伴着Kristy成長的就只有一個害羞的男孩——阿奇，阿奇(側田)是一個讀書不成的小裁縫，他在母親(恬妞)開的改衣店工作，阿奇的母親終日希望阿奇考到文憑，找一份正經工作，不要像自己一樣做一個裁縫仔。阿奇唯一擁有的是一點音樂才華和一把能震動人們心絃的聲線，他一直暗戀Kristy。阿Jack跟朋友打賭追Kristy，結果被拒，他懷恨在心，利用Tony約Kristy出來，Kristy以為Tony對自己有意，開心驚慌之際求助阿奇，阿奇雖然心中落寞，但仍然鼓勵Kristy接受約會，並將客人要修改的昂貴裙子借給Kristy。Kristy當晚正沉浸在濃濃情意中，阿Jack當着眾人的面戲弄了她，Kristy誤以為Tony有份參與計劃哭着跑出去。阿奇知道後，幫Kristy清理衣服，Kristy奇蹟之際，大罵阿奇一頓。第二日醒來，卻始終覺得心中有愧，才發現原來她之所以從小和阿奇又打又罵，無所不談，是因為她早已把阿奇放在了心裏，遂向阿奇道歉，阿奇向Kristy隱瞞了衣服賠償的事，被母親發現暗戀Kristy。阿John當晚之舉使得樂隊其他隊友對之不齒，樂隊解散。新歌大賽即將開始，為了展現自己，並且打敗John，阿奇、Kristy。唱片店老闆、Tony一起組成樂隊參加比賽，Kristy知道當日的事Tony完全被矇在鼓裏也原諒了他，Tony決定重新追求Kristy，約她吃飯，正好被阿奇看見，以為Kristy仍然心繫Tony，心裏很傷感。決賽當晚，當Jack唱出阿奇他們一早追備好的歌曲，才知參賽曲目被人抄襲，幸好阿奇早有準備，拿出始終帶在身邊，一早為Kristy寫的歌，在台上一邊唱歌，一邊像Kristy表白。在等待比賽結果時，阿奇見Kristy手握Tony，傷心之際跑出現場，最後阿奇隊拿到了冠軍，頒獎之際，Kristy才發現阿奇不知所蹤，心中焦急萬分，四處尋找。Tony緊隨其後，希望Kristy重新給他機會，Kristy知自己心繫阿奇，拒絕了Tony，最後在碼頭找到了阿奇，並與之表白，兩人終於坦誠相見，相擁而吻。

## 演員表

### 主要演員
| 演員   | 角色             | 關係/職業                |
| 方力申 | Tony Wong (東尼) | 富家子，BAND吉他手       |
| 吳雨霏 | Kristy (姬詩)    | 唱片店店員，BAND電子琴手 |
| 側 田  | 阿奇 (Kei)       | 改衣店店員，BAND主音     |

### 其他演員
| 演員   | 角色        | 關係/職業                    |
| 林 雪  | 林宇        | Kristy之父，自暴自棄的失業漢 |
| 恬 妞  | 英姑        | 阿奇母親，改衣店店主         |
| 劉以達 | Lobo (路寳) | 唱片店店主，BAND結他手       |

### 客串演員
| 演員   | 角色          | 關係/職業                 |
| 鄧麗欣 | Amy (艾美)    | 與Philo合稱「巴辣雙妺嘜」 |
| 傅 穎  | Philo (菲路)  | 與Amy合稱「巴辣雙妺嘜」   |
| 楊愛瑾 | Mini (米妮)   | 路人甲                    |
| 李栢明 | Jack (積)     | Silver Mosquitoes主音     |
| 李漢文 | Joe (祖)      |                           |
| 李嘉文 | Martin (馬田) |                           |
| 黃天豪 | Quincy (君西) |                           |
| 林子祥 | 林子祥        | 練歌房老闆                |
| 鄧建明 | 鄧健明        | 唱作王大賽評判            |
| 古巨基 | 古巨基        | 唱作王大賽評判            |
| 林依霖 | 林依霖        | 唱作王大賽評判            |
| 茜利妹 | 茜利妹        | 唱作王大賽司儀            |

## 歌曲
| 歌名          | 主唱                      | 作曲                      | 填詞               |
| ------------- | ------------------------- | ------------------------- | ------------------ |
| 決戰二世祖    | 側田                      | 雷頌德‧側田(On Your Mark) | 林夕               |
| 無雙譜        | 方力申                    | 陳輝陽                    | 林夕               |
| 挑戰          | 林依霖                    | 林依霖                    | 稻草人             |
| 水浸          | 側田                      | 側田(On Your Mark)        |                    |
| 句句我愛你    | 吳雨霏                    | 陳熙                      | 林若寧             |
| 羅曼蒂克      | 梁漢文                    | 梁漢文+于逸堯             | 林夕               |
| 座右銘        | 吳雨霏                    | Walter Wong               |                    |
| 黑風暴雨      | 鄭中基                    | Ian Kasela                | 夏至               |
| Dream Away    | 側田                      | 側田(On Your Mark)        | 側田(On Your Mark) |
| We Gonna Back | 吳雨霏/方力申/側田/劉以達 | 側田(On Your Mark)        | 側田(On Your Mark) |
| 戰鬥          | Ping Pung                 | 李漢文(On Your Mark)      | 何家維             |
| 有火          | 側田                      | 林子样                    |                    |
| 明知做戲      | 吳雨霏                    | 方文良                    | 夏至               |
| 情歌          | 側田                      | 雷頌德                    | 林夕               |

故事結局唱作王大賽中側田一隊最終演唱的《Kong》並無收錄於電影原聲帶。

## 外部連結
- 開眼電影網上《戀愛初歌》的資料（繁體中文）
- 豆瓣电影上《戀愛初歌》的資料 （简体中文）
- 时光网上《戀愛初歌》的資料（简体中文）
- 爛番茄上《戀愛初歌》的資料（英文）
- 香港影庫上《戀愛初歌》的資料（繁體中文）
- 互联网电影数据库（IMDb）上《戀愛初歌》的资料（英文）